# آتشفشان کوتاکاچی
آتشفشان کوتاکاچی (به اسپانیایی: Volcán Cotacachi) یک کوه و آتشفشان چینه‌ای در اکوادور است که در استان ایمبابورا واقع شده‌است. آتشفشان کوتاکاچی ۴٬۹۴۴ متر بالاتر از سطح دریا واقع شده‌است.